# ドーバー海峡海戦 (1916年)
ドーバー海峡海戦 (Battle of Dover Strait) は、第一次世界大戦中の1916年10月26日から27日にかけてイギリス軍とドイツ軍との間で戦われた海戦。ドーバー堰の破壊や海峡内での船舶攻撃を目的としてドーバー海峡への襲撃を実行したドイツ軍フランドル隊の水雷艇部隊がイギリス軍の駆逐艦フラートに誰何され、イギリス軍の増援部隊と戦闘になった。夜明けまでにイギリス軍は駆逐艦1隻、輸送船1隻と何隻かのドリフター(対潜哨戒用の装備をもった徴用船)を失った。

## 背景
1916年10月、ようやく2個水雷隊が増援としてフランドル隊へ送られた。第3水雷隊と第9水雷隊がフランドルへ移動したことは、海峡の戦力バランスにすぐに影響を与えた。以前はフランドル隊は大型水雷艇3隻とそれより小型のA級水雷艇を数隻保有しているのみであったが、増援到着後は大型水雷艇23隻を有するようになりイギリスのドーバーパトロールとの交戦が可能となった。大型水雷艇の不足のためフランドル隊は数ヶ月に亘りドーバーパトロールに対する攻撃を行っておらず、それ故この地域のイギリス軍の防備はゆるんでいた。
増援を得て、フランドル隊の指揮官ルートヴィヒ・フォン・シュレーダー (Ludwig von Schroeder) は、ドーバー堰やイギリス海峡内の船舶を目標としたドーバー海峡への攻撃の実施を決めた。ドイツ軍による攻撃に備えて、イギリスは輸送船の夜間の海峡通過を禁止していたが、ドーバー堰は攻撃に対する備えは出来ていなかった。シュレーダーの23隻の水雷艇に対し、ドーバー堰を守るのは旧式駆逐艦フラートとヨット オンブラ (Ombra)、トローラーH・E・ストラウド (H. E. Straud) のみであった。4つのドリフター隊がドーバー堰の網を張っていたが、そのドリフターの武装はライフル一つのみであった。堰の警備部隊に加え、襲撃に備えて6隻のトライバル級駆逐艦がドーバーに配備されており、またハリッジ部隊がザ・ダウンズに分散配置されていた。

## 戦闘
ドイツ軍の水雷艇は4つのグループに別れ、それぞれが海峡内の別の場所で攻撃を行った。ドーバー堰へ向かったドイツの第5半隊はすぐに、防潜網の維持を行っている第10ドリフター隊のドリフター5隻と接触し攻撃を開始した。砲撃の音を聞き、ドリフター隊の護衛フラートは所属不明の艦艇に接近して誰何した。それに対し、相手は同じような信号で答えた。フラートの艦長は混乱し、接近してくる艦艇は連合国の駆逐艦でありドリフターは潜水艦によって攻撃されたのだと判断した。また、フラートからボートが1隻沈没しつつあるドリフターの乗組員救助にむかった。一方、ドイツの水雷艇はドリフターから駆逐艦のほうへ目標を変え、攻撃を行った。それは完全な奇襲となった。数で勝るドイツ軍から逃れることは出来ず、短い戦闘の後砲撃と雷撃でフラートは沈められた。フラート撃沈後もドイツ軍は堰への攻撃を続け、第8ドリフター隊と第16ドリフター隊のドリフターを1隻ずつ沈めた。第5半隊が撤収するまでに、6隻のドリフターが沈み3隻のドリフターとトローラーH・E・ストラウドが損傷した。
ドイツ軍による襲撃の報を受けたイギリス当局は、ドイツ軍撃退にために6隻のトライバル級駆逐艦アマゾン、モホーク、ヴァイキング、ターター、コサック、ヌビアンを援軍として派遣した。命令を誤解釈したため、派遣された駆逐艦部隊を率いるヴァイキングのオリファント (Oliphant) 中佐は6隻を一つの部隊としてまとめなかった。オリファントは6隻の駆逐艦を、ヴァイキング、モホーク、ターターとヌビアン、アマゾン、コサックの二つに分けた。ヌビアンは他の駆逐艦よりかなり先行し、沈没しつつあるフラートの元に最初に到着した。一方、ドイツの別の半隊が、フランスから戻る途中の空荷のイギリス輸送船クイーン (Queen) を捕捉した。ドイツ軍はクイーンに乗り込み、乗員を退船させた後クイーンを沈めた。
ドイツの第17半隊と接触したヌビアンは、フラート同様ドイツの艦艇を友軍のものと誤認した。砲撃を受けたヌビアンはドイツの水雷艇に体当たりを試みたが、魚雷の命中で艦首が吹き飛び漂流する残骸と化した。すぐにアマゾンとコサックがヌビアン救援に現れ、ドイツの水雷艇と交戦し始めた。複数の命中弾を受けボイラー2基が破壊されたアマゾンは撤退した。一方、ヴァイキングの部隊のほうもドイツ軍と接触した。そのドイツ軍は、ゼーブルッヘへ戻る途中であった第18半隊であり、通過する際にイギリスの駆逐艦と交戦した。ヴァイキングは無傷であったが、ドイツ軍が沿岸の安全な場所へ逃げ切るまでにモホークは複数の命中弾を受けた。海戦の終わりごろ、ドーバーパトロールの司令部はフランドルへ戻る途中のドイツ軍を攻撃しようとダンケルク隊を派遣したが、それに捕捉される前にドイツ軍は撤収完了した。

## 結果
イギリス軍はドイツ軍によるドリフター隊への襲撃阻止に失敗し、6隻のドリフターと駆逐艦フラートおよび輸送船クイーンを失った。加えて、駆逐艦3隻、ドリフター3隻、トローラー1隻が損傷した。人的損害も大きく、45人が死亡し4人が負傷、10人が捕虜となった。ドイツ側では、損傷したのは水雷艇G91のみであり、死傷者は皆無であった。この成功により、以後ドイツ軍はイギリス海峡への襲撃を推進するようになった。ドイツ軍の襲撃は、フランドル隊の第3および第9水雷隊が大洋艦隊へ配置転換される1916年11月まで続いた。